# Checkpoint Charlie (musikgrupp)
Checkpoint Charlie var ett proggband från Umeå som spelade på slutet av 1970-talet. Bandet, som från början hette My Stamp, bildades under hösten 1976 och upplöstes i oktober 1980. De gjorde ett 50-tal spelningar från Sundsvall till Luleå.
Checkpoint Charlie medverkade på protestskivan Vi har rätt till jobb med låten "Susb". Låten släpptes sedan även på singel på Checkpoint Charlie Records. Bandet skrev politiskt inriktade texter i stil med bandet Rikets affärer.

## Europatoppen
1980 var Checkpoint Charlie som första Svenska rockgrupp med på europatoppen med sin singel "Susb".

## Spelningar
Bandet gjorde ett 50-tal spelningar från Sundsvall till Luleå. Avslutningsspelningen på Universum i Umeå, som förband till Dr. Feelgood, var en av bandets höjdpunkter.

## Bandmedlemmar
- Urban Bergman (gitarr)
- Mats Holmberg (sång)
- Tommy Backlund (gitarr)
- Kurt Gustavsson (trummor)
- Thomas Wallgren (bas)

## Album
- Susb & Pyret - Singel